# Stegana varipes
Stegana varipes är en tvåvingeart som beskrevs av Tsacas 1990. Stegana varipes ingår i släktet Stegana och familjen daggflugor. Inga underarter finns listade i Catalogue of Life.